# セアカゴケグモ
セアカゴケグモ（背赤後家蜘蛛、Latrodectus hasseltii）は、ヒメグモ科に分類される有毒の小型のクモの一種。和名は、「背中の赤いゴケグモ」の意味。

## 分布

### 世界での分布
オーストラリアを原産地とし、ニュージーランド、ヨーロッパ諸国、東南アジア、アメリカでも生息が確認されている。

### 日本での分布
1995年11月に日本で最初に大阪府高石市で発見された。以降日本各地へ分布域を広げた。こうした分布の拡大は、自動車や飛行機、船舶の経済活動が関係していると考えられている。2024年8月に秋田県で初めて発見され、その時点で、青森県を除く46都道府県で確認されているほか、一部では定着も確認されている。
なお、生息が確認された経緯は以下のとおりである。
- 1995年11月：大阪府高石市で発見され、その後、兵庫県神戸市西区などの港湾都市で相次いで発見された。
- 2005年8月：群馬県高崎市の民家で5匹見つかった。関東の内陸県で確認されたのは初めてである。
- 2008年4月：岡山県倉敷市で7匹発見
- 2008年5月：愛知県愛西市の国営木曽三川公園で約600匹と卵が発見される。
- 2008年6月：大阪市福島区の淀川河川公園で約30匹が発見された。
- 2008年8月：鹿児島市の新日本石油基地で、ハイイロゴケグモと合わせて100匹以上が発見された。
- 2009年9月：四国では初めて香川県坂出市のコスモ石油坂出製油所内で6匹が発見された。
- 2011年：高知県で初の確認後、成虫99匹、卵71個が発見され、全て駆除された[3]。
- 2012年：福岡市役所が福岡市東区の「アイランドシティ中央公園」で、2009年から同年9月末までの4年間に8201匹を駆除していたことを公表した。福岡市は、市民が発見したものについてはウェブサイトに掲載していたが、同中央公園や「みなと100年公園」で市が駆除した分については「住民の不安をあおる可能性がある」として公表していなかった[4]。
- 2019年10月：岐阜県岐阜市の岐阜メモリアルセンター敷地内で成虫と卵嚢が発見された[5]。
- 2021年6月：熊本県熊本市の熊本市民病院の敷地内で成虫9匹と約100個の卵が入った卵嚢が5個発見された[6]。
- 2023年10月：大分県大分市立三佐小学校の校庭でセアカゴケグモ約100匹と複数の卵のうを発見、大分県内では、それまで13例の確認例があったが100匹単位で見つかったのは初のケースとなった[7]。
- 2024年8月：秋田県横手市の自動車販売店で、県外から輸送された自動車のボンネットに張り付いている雌のセアカゴケグモが2匹発見された。秋田県では初確認。県が現場周辺を調べたところ、別の個体や卵は見つからず、繁殖している可能性は低いとした。[8]
- 2025年6月：岐阜県岐阜市の岐阜メモリアルセンター敷地内で雄雌成虫と卵が発見された[9]。同地では2019年にも発見されている。

## 生態

### メス
体長10mm前後。体型は丸く、体表は鈍い光沢を帯びた黒色。胸腹部背面にはひし形が2つ縦に並んだような赤い模様、腹面には砂時計状の赤い模様があるので、見間違えることは少ない。この赤斑の形は雌雄で多少異なり、地色の黒が淡い個体もいる。
孵化から成体までに要する期間は約100日。寿命は2-3年と言われている。また、成熟メスは多数の卵を糸で包んだ卵嚢を巣網内に保持しており、1匹の生涯産卵数は最大5000個になることもある。詳細は解明されていないが、成熟メスは巣を張った後、フェロモンを用いてオスを誘引しているとみられる。

### オス
体長3-5mm。メスより小型で体型が細く、褐色がかった地色に淡色の目立たない斑紋を持つ。メスと異なり、胸腹部の背面に赤い模様は見られないが、腹面にはメス同様に赤い模様を持つ。ただし、幼体のうちはメスもオスも淡褐色の地に不明瞭な縞模様をもつのみで、成体のような明確な違い（性的二型）は見られない。
孵化から成体までに要する期間は約45-90日。寿命は6-7か月である。オスは孵化後1週間ほど親グモの巣に留まった後、分散していく。成熟までの間は徘徊しながら捕食を行い、成熟後はメスのフェロモンに誘引されて交尾後に捕食されることが多い。

### 巣
セアカゴケグモの造る網は不規則網で、複雑に張られた三次元構造を持つ。その上方は糸に粘液がついていない「巣域」と呼ばれる住居で、卵嚢などもこの部分にぶら下げられる。一方、網の下方は「捕獲域」と呼ばれ、糸には捕獲用の粘液がついている。これに虫が触れて粘着すると、セアカゴケグモは粘糸を投げて獲物を絡め捕り、巣域まで引き上げて食べる。餌は主にアリ、ゴミムシ、ワラジムシ、ハサミムシ等の地上徘徊性の昆虫類であり、まれに小型のトカゲ類を捕らえることもある。網はベンチの下や側溝の蓋の裏側、ガードレールの支柱付近などといった、地面に近く直射日光が当たらない場所に造られることが多い。

### 毒
毒は獲物を咬んだときに獲物の体内へ注入される、神経毒の「α-ラトロトキシン」である。この毒を有するのはメスのみで、オスは人体に影響する毒を持たないと言われているが、オスについては知見が少ない。オスの牙は小さく、人の皮膚を貫通できないと考えられているが、過去に咬傷事例が報告されている。オーストラリアでは死亡例があるが、日本では報告されていない。大阪府では毎年本種による被害が発生しているが、重篤者は出ていない。2012年9月には、福岡県でも同様の被害が発生した。
なお、本種はこのように有毒であるが、性格は基本的にはおとなしく、素手で触るなどしなければ、噛まれることはない。

### 天敵
捕食者としては、同じく外来種であるクロガケジグモをはじめとし、イエユウレイグモやカゲロウの仲間が存在する。また、捕食寄生者としてはカタビロコバチやヒメバチ科の仲間が存在する。また大阪市立自然史博物館の調査により、日本在来のベッコウバチ（クモバチとも、クモを狩るカリバチ）の1種であるマエアカクモバチが本種を捕食していることが確認された。

## 人間との関わり

### 有毒害虫
オーストラリアでは古くから代表的な毒グモとして知られており、抗血清も存在する。日本でも、発生地域の医療機関で抗血清を準備しているところがある。メスに咬まれた部位は激しい痛みを感じた後に腫れ、全身症状（痛み、発汗、発熱など）が現れることがある。重症化することは少ないが、全身症状が現れた場合には119番に通報して救急車を要請し、医療機関で診察を受けることが望ましい。また、子供や高齢者の場合には重症化する危険があり、大人でもアナフィラキシーショックを起こす場合がある。

### 特定外来生物
日本では、外来生物法によりゴケグモ属のうち本種及びクロゴケグモ・ハイイロゴケグモ・ジュウサンボシゴケグモの4種が2005年に特定外来生物の第一次指定をされている。また、日本生態学会により日本の侵略的外来種ワースト100に選定されている。-0.5度から46度までの低温・高温でも生息・繁殖ができ、日本でも越冬して発生を繰り返している。なお、最近までクモ類では外来種は珍しく、これ以前にはクロガケジグモがあるのみであった。ただ、近年外来種は増加傾向にあり、ハイイロゴケグモ・ジュウサンボシゴケグモ・マダラヒメグモなどが確認されている。

### 駆除方法
幼体・成体ともに、市販のピレスロイド系の殺虫剤によって駆除が可能である。卵については、殺虫剤が効きづらいため、潰すか焼却する必要がある。

### 間違われやすい他の生き物
ジョロウグモは、背面に赤い模様があり、本種と見間違われることが多いが、大きさ、体の模様、巣の張り方が異なる。日本で5月頃から庭や家壁などに見られるようになる真っ赤なタカラダニ類は、一見微小なクモにも見えるため、時に本種の子供ではないかと勘違いされることもあるが、前述のとおりセアカゴケグモの幼体は淡褐色で全く異なり、真っ赤なタカラダニ類は人体に無害な生き物である。その他にも、オオヒメグモやマダラヒメグモは、本種のオスと似ているが、腹面に赤い模様があるかどうかで判別できる。

### 工業利用
糸が測量機器、測距儀、顕微鏡、爆撃照準器、望遠照準器などの光学機器の十字線（レティクル）に用いられる。未成熟期にある米国産クロゴケグモのそれが最適とされているが、採取に際し命を失う恐れがあるうえに、十分な量を確保するのが困難なため、遺伝子工学を駆使して、バクテリアにゴケグモの糸を生成させる研究が、アメリカ陸軍の資金により進行中である。

## ゴケグモ類

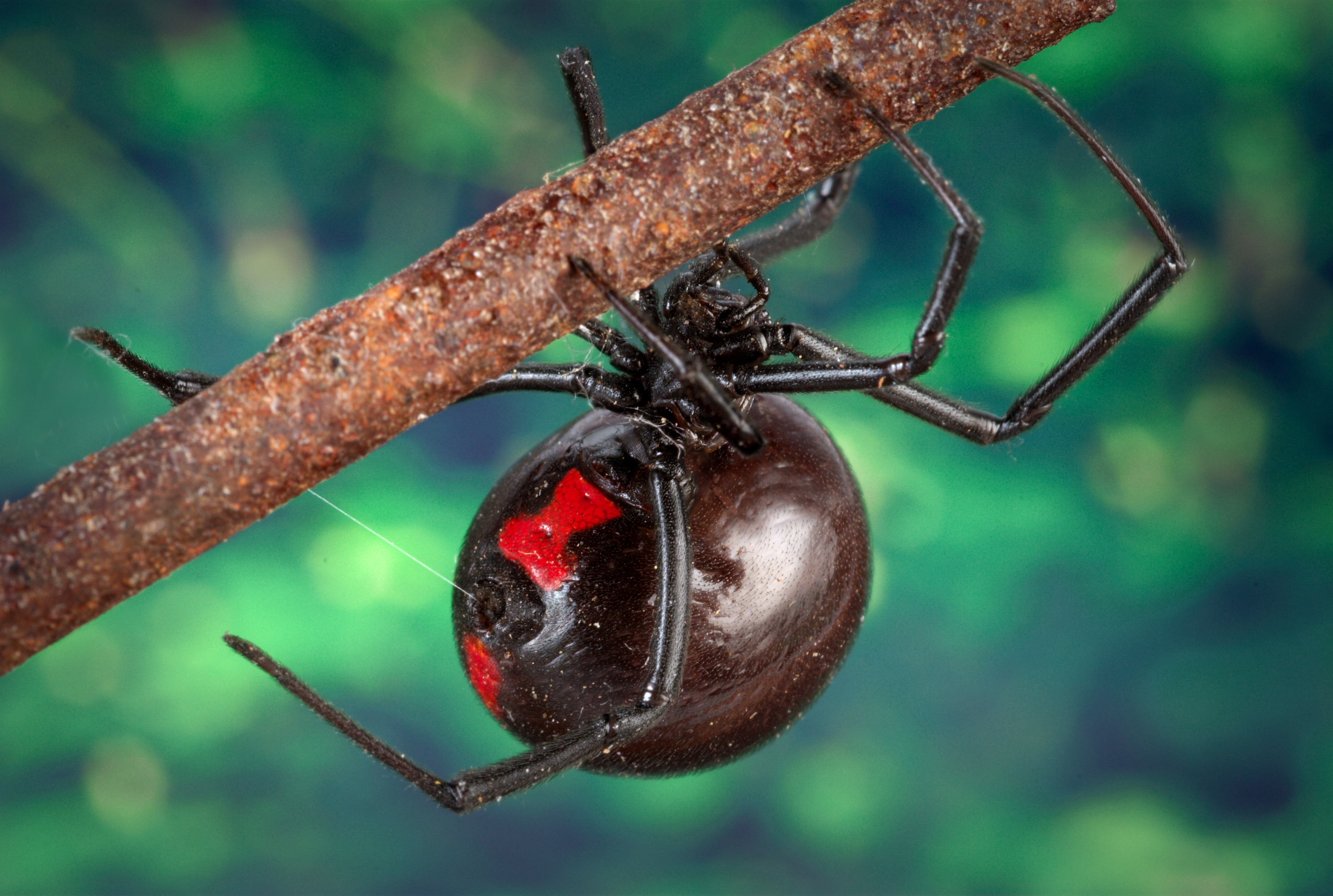
クロゴケグモ（メス）

ゴケグモ類は、ゴケグモ属 (Latrodectus) というグループに分類され、約31種が知られている。熱帯地方を中心に世界中に分布する仲間である。ゴケグモの名前の由来に関して、「毒性が強いため噛まれた時の死亡率が高く、奥さんが後家になる」という俗説が知られている。実際には、ゴケグモ類の英名 "widow spider" そのままの和訳で、ゴケグモ類はオスの体がメスに比べて非常に小さく、交尾後にオスがメスに共食いされることに由来する。ただし、共食いの頻度などは種類や条件により異なる。
最も有名なゴケグモ類は、クロゴケグモ (Latrodectus mactans、black widow spider) で、北アメリカをはじめ、世界中に広く生息する毒グモ。こちらの方が死亡例なども多い。日本では2000年以降になって米軍岩国基地内での発生が確認されている。セアカゴケグモとはほぼ同じ大きさ。セアカゴケグモをクロゴケグモの亜種に分類する場合もあり、その場合には、セアカゴケグモによる死亡例が、世界中のクロゴケグモによる死亡例と統計上合計されている場合があり注意が必要である。アメリカでは『black widow（ブラック・ウィドウ）』という名で知られており、戦闘機P-61とYF-23の愛称に採用された。

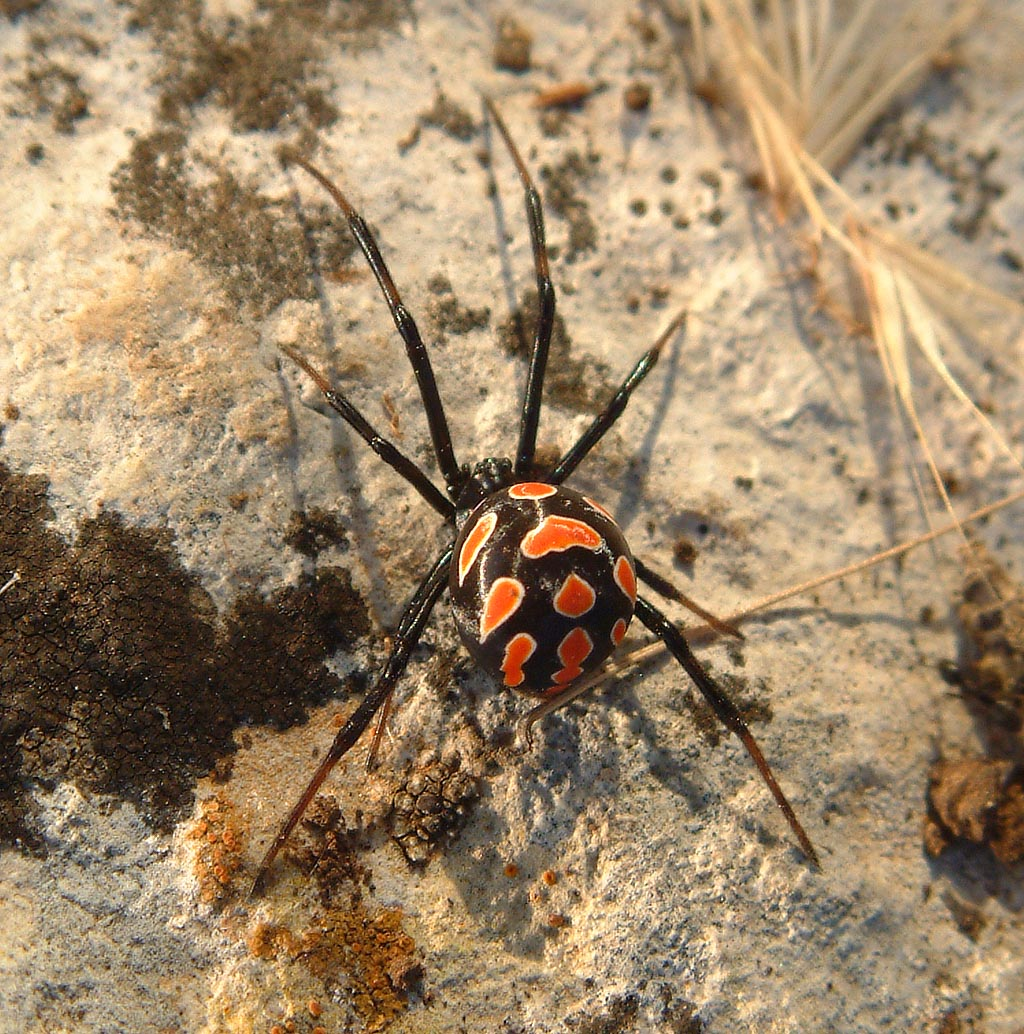
ジュウサンボシゴケグモ（メス）

またヨーロッパ南部に分布するジュウサンボシゴケグモ (Latrodectus tredecimguttatus、P. Rossi, 1790) も古来から有名で、その毒による症状はゴケグモ刺咬症 (Latrodectism) としてよく知られてきた。大利・池田（1996b）によれば、このクモに咬まれると、その時点での痛みはさほどではないが、10分ほどで全身症状が現れ、各部リンパ節が痛み、腹筋の硬直、さらに耐えられない痛みとともに多量の汗、涙、唾液が出、血圧上昇、呼吸困難、言語症などが起き、回復しない場合は2-3日後に死亡するという。しかし抗血清が作られるようになってからは、アナフィラキシー・ショック以外での死亡例はほとんどなくなったとされる。
沖縄県には、在来種のアカオビゴケグモ（ヤエヤマゴケグモ）が生息する。